# Кузьминский, Владимир Михайлович
Влади́мир Миха́йлович Кузьми́нский (22 марта 1865 — 4 октября 1951) — протоиерей, член III Государственной думы от Гродненской губернии.

## Биография
Православный.
По окончании Литовской духовной семинарии (1884) три года состоял в ней надзирателем.
В 1887 году был рукоположен в священники к церкви в селе Масаляны Гродненского уезда, а через восемь лет переведен в Свято-Троицкую церковь в городе Слониме. В 1898 году был назначен настоятелем Слонимского Преображенского собора. С 1903 по 1907 год был священником Рождественской церкви в селе Гудевичах.
Кроме того, в разное время был уездным наблюдателем церковно-приходских школ, членом епархиального училищного совета, членом правления духовного училища, а также законоучителем начальных школ и реальных училищ. Из церковных наград имел наперсный крест.
В 1907 году был избран членом III Государственной думы от Гродненской губернии. Входил в национальную группу, с 3-й сессии — в русскую национальную фракцию. Состоял членом земельной комиссии.
В 1908 году был возведен в протоиереи и возвращен на должность настоятеля слонимского собора. В том же году был назначен настоятелем Чесменской церкви в Санкт-Петербурге, а в 1915 — переведен в церковь святых преподобных Зосимы и Саватия Соловецких.
Судьба после 1917 года неизвестна. Был женат.
Могила находится на московском Алексеевском кладбище близ Тихвинской церкви. 